# Kaukasus-Gamander
Der Kaukasus-Gamander (Teucrium hircanicum), auch Hyrkanischer Gamander genannt, ist eine Pflanzenart aus der Gattung Gamander (Teucrium) innerhalb der Familie der Lippenblütler (Lamiaceae). Er wird in den gemäßigten Zonen in Parks und Gärten als Zierpflanze verwendet.

## Beschreibung

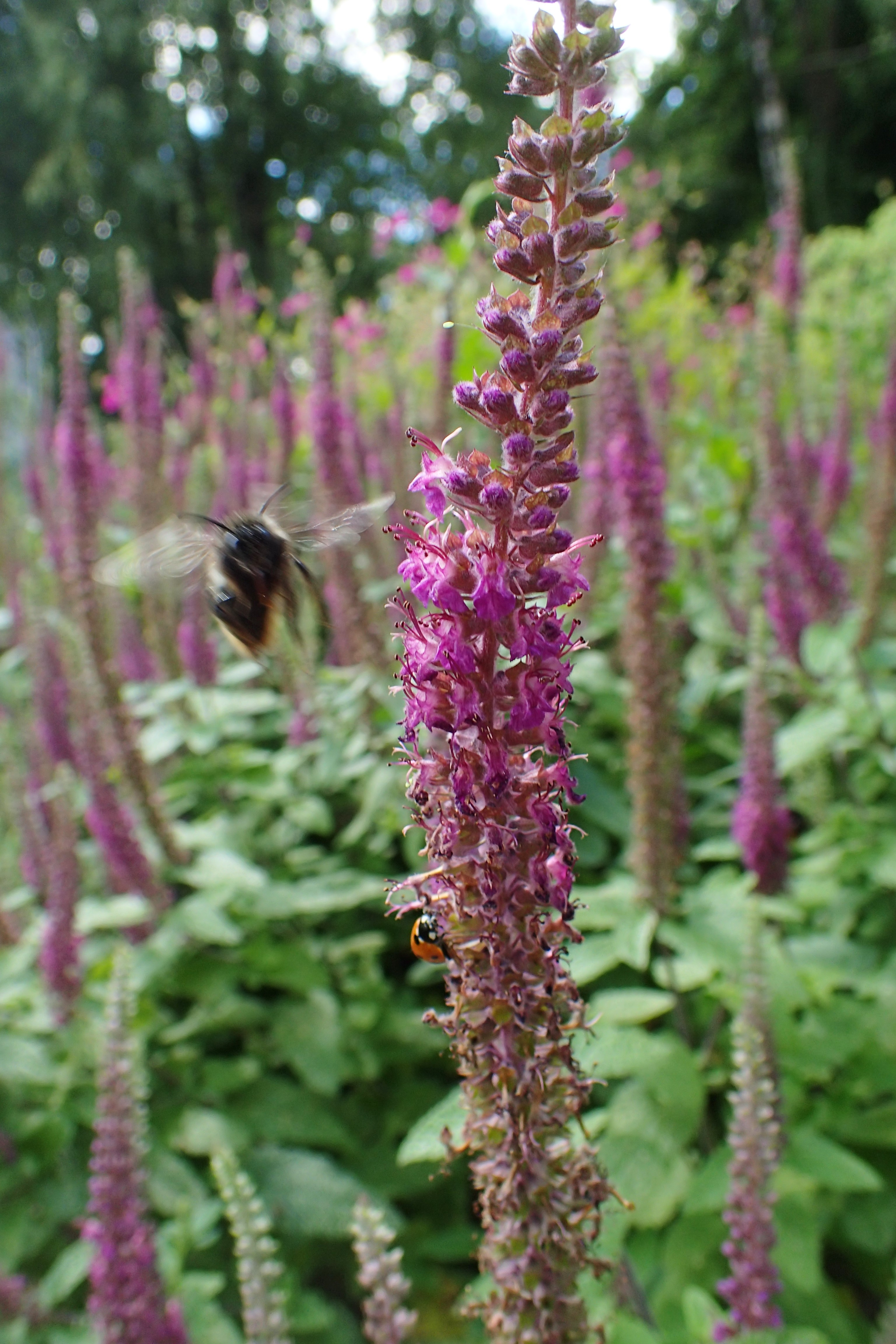
Blütenstand

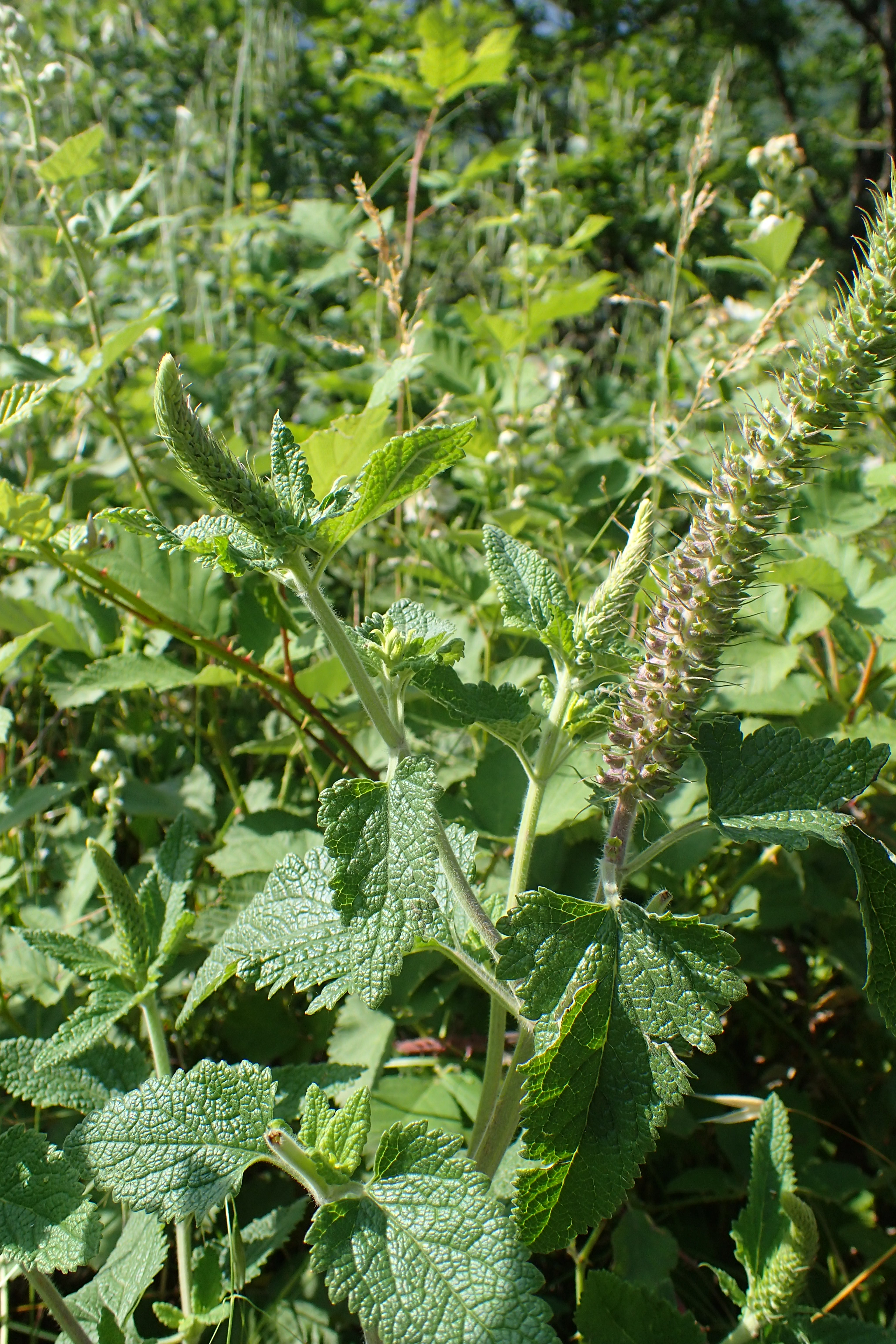
Verzweigter Stängel

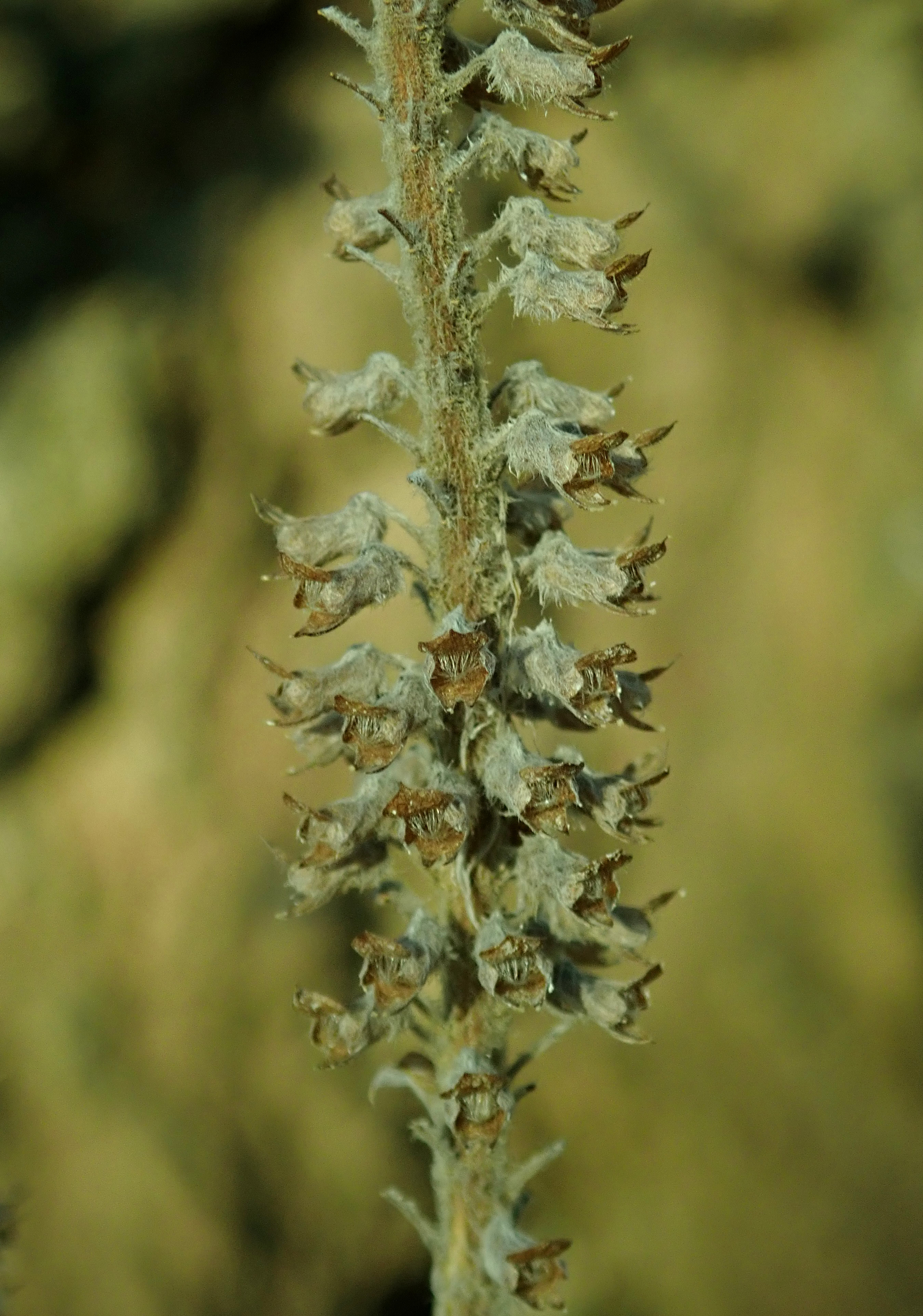
Fruchtstand

### Vegetative Merkmale
Der Kaukasus-Gamander ist eine ausdauernde, horstig wachsende krautige Pflanze, die eine Wuchshöhe von 35 bis 75 Zentimeter erreicht. Die Pflanze bildet leicht behaarte, verzweigte Stängel, die an der Basis etwas verholzen. Die gegenständigen, 5 bis 7 Zentimeter langen, eiförmigen bis eiförmig-lanzettlichen Laubblätter sind am Rande gekerbt, an der Basis gestutzt bis herzförmig und an der Spitze stumpf. Die Pflanze überwintert meist mit einer grünen Grundrosette. Das leicht behaarten Laubblätter verströmen bei Verletzung einen aromatischen Duft.

### Generative Merkmale
Die Blütezeit reicht von Juli bis Oktober. Der allseitswendige Blütenstand ist eine dichte, endständige, ährenartige Traube von etwa 15 Zentimeter Länge. Die 1,4 bis 1,8 Zentimeter langen Blüten haben unterständige Hüllblätter. Der 4 bis 5 Millimeter lange, glockenförmige Kelch ist dicht behaart, drüsig-schuppig und zum Zeitpunkt der Fruchtbildung deutlich geadert. Die schlaff gewölbte, behaarte Kronröhre ist rötlich-violett gefärbt. Die Nüsschen sind bräunlich, breiter als lang mit aderig-runzeliger Oberfläche.

### Chromosomensatz
Die Chromosomenzahl beträgt 2n = 32.

## Ökologie
Die Bestäubung erfolgt durch Insekten, insbesondere durch Hummeln und anderen Bienen. 

## Vorkommen
Der Kaukasus-Gamander ist vom nordöstlichen Anatolien (Türkei) über den Großen und Kleinen Kaukasus (Russland, Georgien, Armenien, Aserbaidschan) und das Talysch-Gebirge bis zum Hyrkanischen Wald (Iran) verbreitet. Die Pflanze besiedelt dort Laubwälder, Gebüsche und Wiesen in niederschlagsreichen Höhenlagen zwischen 300 und 2000 Meter. In Österreich, Großbritannien und dem südlichen Neuseeland gilt die Pflanze als neophytisch eingebürgert. Die Pflanze bevorzugt feuchte sonnige Waldränder sowie felsige, halbschattige und schattige Standorte.

## Systematik
Die Erstveröffentlichung von Teucrium hircanicum erfolgte 1759 durch Carl von Linné in Systema Naturae, 10. Auflage, Band 2, S. 1095. Der artspezifische Namensteil hircanicum bedeutet „aus Hyrkanien“, einer antiken Landschaft am südlichen Kaspischen Meer. Synonyme für Teucrium hircanicum sind Scorodonia hircanica (L.) Raf. und Scorodonia spicata Moench.

## Verwendung
Der Kaukasus-Gamander wird als Zierpflanze insbesondere in naturnahen Gärten verwendet. Er eignet sich für halbschattige bis schattige, feuchte Stellen in Steingärten und am lichten Gehölzrand, aber auch für sommertrockene Lagen im Wurzelbereich von Großgehölzen. Die Blütenfarbe ist allerdings eher matt und ohne Fernwirkung. Die Sorte 'Paradise Delight' hat intensiver gefärbte rosarote Blüten und wächst kompakt nur 30 bis 40 Zentimeter hoch. Der Kaukasus-Gamander gilt als winterhart bis −23 °C (Zone 6).
Extrakte aus Teucrium hircanicum weisen in vitro antibakterielle und antimykotische Aktivitäten auf, die für eine medizinische Anwendung interessant sein könnten. Das ätherische Öl von Teucrium hyrcanicum besteht vor allem aus sauerstoffhaltigen Monoterpenen und Sesquiterpenen, unter anderem aus α-Himachalen, (E)-β-Farnesen und β-Linalool. Außerdem wurden verschiedene diterpenoide Verbindungen mit antioxidativen Eigenschaften nachgewiesen.